# Bennett (Iowa)
Bennett és una població dels Estats Units a l'estat d'Iowa. Segons el cens del 2000 tenia 395 habitants.

## Demografia
Segons el cens del 2000, Bennett tenia 395 habitants, 157 habitatges, i 114 famílies. La densitat de població era de 726,2 habitants per km².
Dels 157 habitatges en un 31,8% hi vivien nens de menys de 18 anys, en un 61,8% hi vivien parelles casades, en un 7,6% dones solteres, i en un 26,8% no eren unitats familiars. En el 23,6% dels habitatges hi vivien persones soles l'11,5% de les quals corresponia a persones de 65 anys o més que vivien soles. El nombre mitjà de persones vivint en cada habitatge era de 2,52 i el nombre mitjà de persones que vivien en cada família era de 2,97.
Per edats la població es repartia de la següent manera: un 26,3% tenia menys de 18 anys, un 8,4% entre 18 i 24, un 28,9% entre 25 i 44, un 22,5% de 45 a 60 i un 13,9% 65 anys o més.
L'edat mediana era de 35 anys. Per cada 100 dones de 18 o més anys hi havia 99,3 homes.
La renda mediana per habitatge era de 41.429 $ i la renda mediana per família de 47.679 $. Els homes tenien una renda mediana de 31.442 $ mentre que les dones 19.500 $. La renda per capita de la població era de 17.320 $. Entorn de l'1,8% de les famílies i l'1,8% de la població estaven per davall del llindar de pobresa.

## Poblacions més properes
El següent diagrama mostra les poblacions més properes.